# بروس ديفيسون
بروس ديفيسون (بالإنجليزية: Bruce Davison)‏ ممثل أمريكي من مواليد 28 يونيو 1946، حاصل على جائزة الغولدن غلوب 1991 لأفضل ممثل مساعد عن دوره في فيلم رفيق قديم.

## مواقع خارجية
- بروس ديفيسون على موقع IMDb (الإنجليزية)
- بروس ديفيسون على موقع ألو سيني (الفرنسية)
- بروس ديفيسون على موقع أول موفي (الإنجليزية)
- بروس ديفيسون على موقع قاعدة بيانات برودواي على الإنترنت (الإنجليزية)
- بروس ديفيسون على موقع قاعدة بيانات الأفلام السويدية (السويدية)
- بروس ديفيسون على موقع إن إن دي بي (الإنجليزية)
- بروس ديفيسون على موقع قاعدة بيانات الفيلم (الإنجليزية)
- بروس ديفيسون على موقع كينوبويسك (الروسية)